# 4197 Morpheus
4197 Morpheus (nume provizoriu (4197) 1982 TA) este un asteroid din grupul Apollo, descoperit pe 11 octombrie 1982 de Eleanor Helin și Eugene Shoemaker.